# Сатору Мочизуки
Сатору Мочизуки (јап. 望月 聡; 18. мај 1964) бивши је јапански фудбалер.

## Каријера
Током каријере је играо за НКК, Урава Ред Дајмондс и Кјото Сангу.

## Репрезентација
За репрезентацију Јапана дебитовао је 1988. године. За тај тим је одиграо 7 утакмица.

## Статистика
| Јапан  | Јапан   | Јапан  |
| Година | Наступи | Голови |
| ------ | ------- | ------ |
| 1988.  | 3       | 0      |
| 1999.  | 4       | 0      |
| Укупно | 7       | 0      |